# 武富藤吉
武富 藤吉（たけとみ とうきち、1881年（明治14年）2月4日 - 1958年（昭和33年）2月23日）は、大日本帝国陸軍軍人。最終階級は陸軍少将。

## 経歴・人物
佐賀県出身。1902年（明治35年）陸軍士官学校第14期卒業。
1926年（大正15年）3月に陸軍輜重兵大佐・輜重兵第2大隊長に任官し、1931年（昭和6年）8月1日に陸軍少将に進級と同時に待命、同月29日に予備役に編入した。
1947年（昭和22年）11月28日、公職追放仮指定を受けた。

## 栄典
勲章等
- 1940年（昭和15年）8月15日 - 紀元二千六百年祝典記念章[4]